# Криганова Алла Степанівна
Криганова Алла Степанівна (3 травня 1929, Ромни — 31 січня 2023, Суми) — український педагог, науковець, журналіст. Учасниця Протестного руху «шістдесятників» у Сумах. Дослідниця геноциду українського народу 1932-1933. Член Національної спілки майстрів народного мистецтва України.

## Життєпис
Народилась в родині вчителів, батько  — Осадченко Степан Григорович 1898  — 1964, військовик, вчитель географії. Мати – Осадченко (з дому Семененко) Євгенія Михайлівна 1904  — 1991, вчителька історії, із родини вчителів. 
Батько у 1937-му арештований за доносом, хтось із знайомих повідомив, що у приватній розмові Степан Григорович говорив, що більшовики знищили сільське господарство. Звільнили у 1939-му, дружина їздила на прийом до Калініна, у той час саме змістили керівника НКВД Єжова, почалася показова боротьба з «єжовщиной» і на цій хвилі звільнили багато політв’язнів. 

### Навчання
До 1-го класу пішла в містечку Дружківка. 2-3  — Ромни. 5-й – Олика.  Перервала навчання Друга світова війна. У 1945 навчалася у місті Мостове (Одеська область). Потім матір перевели до м. Борщів, де пішла до 7-го класу. 
У жовтні 1945-го в містечку діяли спецбоївки НКВД, які під виглядом УПА, для компрометації українського спротиву, знищували поляків і вчителів. Родина Осадченків була вчасно попереджена службою безпеки ОУН УПА про запланований НКВД замах, родина спішно залишає Борщів і переїжджає до Ромнів. Тут закінчує навчання у школі № 2. 
1948  — поступає до Харківського державного університету ім. Горького (тепер ім. Каразіна) на факультет «класичної філології». Спеціаліст латинської, грецької мови, античної літератури. Закінчує у 1953-му. 
1962  — 1967  — Сумське державне музичне училище, спеціальність  — хоровий диригент. 
Закінчувала аспірантуру. За те, що через газету «Правда» намагалася вплинути на корумпований місцевий партійний осередок, була виключена із КПРС. 

### Робота
Більшу частину життя працювала у Сумській СШ № 18. 

### Громадянська робота
Голова історико-просвітницького товариства «Меморіал». Майстер художнього плетіння. 

### Творча робота
Авторка більш ніж 200 критичних і наукових статей на тему педагогіки і психології, статей про голодомор. 
Член редколегії каталогу науково-документальної серії «Реабілітовані історії. Сумська область». Авторка статей.  

### Родина
Мати науковця Андрія Криганова. 